# HyperKult
Die HyperKult war eine Tagungsreihe der Fachgruppe „Computer als Medium“ der Gesellschaft für Informatik, die seit der Gründung der Fachgruppe 1991 bis 2015 jährlich an der Leuphana Universität Lüneburg stattfand.
Die Fachgruppe reflektierte, diskutierte und kommentierte auf ihrer Tagung den Umbruch der modernen Mediengesellschaft. Sie fragte nach dem sich wandelnden Verhältnis von Wissen, Weltorientierung und Medien. Die interdisziplinäre Ausrichtung der Tagung äußerte sich unter anderem durch die Integration von kultur- und medienwissenschaftlichen sowie künstlerischen Beiträgen in das Programm.
Ehrengast der HyperKult XX war der Computer-Pionier Ivan Sutherland.

## Themen
Vollständige Auflistung aller HyperKult-Veranstaltungen und ihrer thematischen Schwerpunkte:
| Jahr | Nummer          | Konferenzmotto                                                      |
| ---- | --------------- | ------------------------------------------------------------------- |
| 1991 | HyperKult I     | Hypersystem-Konzepte in Medien und kultureller Produktion           |
| 1992 | HyperKult II    | Hypersystem-Konzepte in Medien und kultureller Produktion II        |
| 1993 | HyperKult III   | Computer als Klangmedien                                            |
| 1994 | HyperKult IV    |                                                                     |
| 1995 | HyperKult V     | Agenten                                                             |
| 1996 | HyperKult VI    | Monitor                                                             |
| 1997 | HyperKult VII   | Cut, Copy & Paste                                                   |
| 1998 | HyperKult 10002 | Endzeit / Endspiel                                                  |
| 1999 | HyperKult IX    | Augmented Space. reale, virtuelle, symbolische Räume                |
| 2000 | HyperKult X     | Spiel-Welten. Theorien, Regeln, Interfaces                          |
| 2002 | HyperKult XI    | Das Unsichtbare. Medien, Spuren, Verluste                           |
| 2003 | HyperKult XII   | analog digital. Kunst und Wissenschaft zwischen Messen und Zählen   |
| 2004 | HyperKult XIII  | Unschärfe. Jenseits der Berechenbarkeit                             |
| 2005 | HyperKult 14    | AudioKult und Hypersound? Ästhetik und Kultur digitaler Audiomedien |
| 2006 | HyperKult 15    | Modelling & Simulation                                              |
| 2007 | HyperKult 16    | Medium Computer. Geschichte(n), Visionen, Phantasmen                |
| 2008 | HyperKult 17    | Ordnungen des Wissens                                               |
| 2009 | HyperKult 18    | The Cloud                                                           |
| 2010 | HyperKult 19    | mobiles – You Are Now Here                                          |
| 2011 | HyperKult XX    | Trivialisierung                                                     |
| 2012 | HyperKult XXI   | Digital Nativity – die Normalität des Digitalen                     |
| 2013 | HyperKult XXII  | Standards, Normen, Protokolle                                       |
| 2015 | HyperKult XXV   | Shutdown                                                            |